# 제시 메이 리
제시 메이 리(Jessie Mei Li, 1995년 8월 27일 ~ )는 잉글랜드의 배우이다.

## 출연 작품

### 영화
- 라스트 나이트 인 소호 (2021) - 라라 역

### 텔레비전
- 섀도우 앤 본 (2021) - 알리나 스타코프 역